# Sabirjan Ruziev
Sabirjan Ruziev   (Belovódskoie, 15 de juny de 1953) és un tirador d'esgrima uzbek, ja retirat, guanyador d'una medalla olímpica sota bandera soviètica.
El 1976 va prendre part en els Jocs Olímpics d'Estiu de Montreal, on fou quart en la prova del floret per equips del programa d'esgrima. Quatre anys més tard, als Jocs de Moscou, va disputar dues proves del programa d'esgrima. En la prova del floret per equips va guanyar la medalla de plata, mentre en la de floret individual fou quart.
En el seu palmarès també destaquen quatre medalles en el Campionat del món d'esgrima, dues d'or, una de plata i una de bronze, entre les edicions del 1974 i del 1981. També guanyà tres medalles d'or a les Universíades, una el 1973 i dues el 1977.
Del 1994 al 2003 fou President del Comitè Olímpic Nacional de l'Uzbekistan.